# German (Timofejev)
German (světským jménem: Gennadij Jevgeněvič Timofejev; * 11. listopadu 1937, Taškent) je uzbecký duchovní Ruské pravoslavné církve a emeritní metropolita volgogradský a kamyšinský.

## Život
Narodil se 11. listopadu 1937 v Taškentu.
Roku 1950 byl biskupem taškentským a středoasijským Gurijem (Jegorovem) přizván sloužit při jeho bohoslužbách.
Po dokončení střední školy roku 1955 nastoupil na Saratovský duchovní seminář a o rok později přestoupil na Leningradský duchovní seminář.
V letech 1958–1960 sloužil v řadách Sovětské armády a v letech 1960–1961 byl úředníkem taškentské eparchiální správy.
Roku 1962 dokončil seminář a nastoupil na Leningradskou duchovní akademii. Studium úspěšně dokončil roku 1966.
Dne 19. prosince 1965 byl v chrámu svatého Jana Bohoslova při akademii metropolitou leningradským a ladožským Nikodimem (Rotovem) postřižen na monacha se jménem German.
Dne 26. prosince 1965 jej biskup zarajský Juvenalij (Pojarkov) rukopoložil na hierodiakona.
Dne 29. května 1966 ho metropolita Nikodim (Rotov) rukopoložil na jeromonacha. Poté přednášel v semináři liturgiku a na akademiidogmatiku.
Dne 17. ledna 1967 byl jmenován starším asistentem inspektora Leningradské duchovní akademie a 11. srpna inspektorem akademie. Dne 12. září byl povýšen na archimandritu.
V letech 1967–1968 přednášel na akademii kanonické právo.
Dne 29. srpna 1968 se stal rektorem akademie.
Dne 28. listopadu 1968 jej Svatý synod zvolil biskupem tichvinským a vikářem leningradské eparchie.
Dne 5. prosince 1968 byl oficiálně jmenován biskupem a o den později proběhla v chrámu Svaté Trojice Alexandro-Něvské lávry jeho biskupská chirotonie. Světiteli byli metropolita leningradský a novgorodský Nikodim (Rotov), arcibiskup ivanovský a kiněšemský Feodosij (Pogorskij), biskup archangelský a cholmogorský Nikon (Fomičjov), biskup dmitrovský Filaret (Vachromejev), biskup zarajský Juvenalij (Pojarkov) a biskup podolský Germogen (Orechov).
Dne 20. března 1969 se stal členem komise Svatého synodu pro jednotu křesťanů.
Dne 25. června 1970 byl ustanoven biskupem vídeňským a rakouským a 3. září 1974 biskupem vilniuským a litevským.
Dne 19. dubna 1978 se stal biskupem tulským a beljovským.
Dne 9. září 1983 byl povýšen na arcibiskupa.
Dne 29. července 1986 jej Svatý synod jmenoval arcibiskupem berlínským a středoevropským a 31. ledna 1991 arcibiskupem volgogradským a kamyšinským.
Dne 25. února 2000 byl nařízením patriarchy Alexije II. povýšen za službu církvi na metropolitu.
Dne 28. prosince 2018 jej Svatý synod penzionoval. Místem pobytu byl určen Volgograd.